# 田中寅三
田中 寅三（たなか とらぞう、1878年3月7日 - 1961年7月4日）は、日本の洋画家、絵画教育者。
千葉高等園芸学校（現・千葉大学園芸学部）などで図画の教鞭をとりながら、学校の所在する千葉県松戸市に住み、同地の農村風景画から海や船舶のある風景画作品を多く残す。
油彩画の他に、日本画風の絵画も描いた。

## 生涯
愛媛県宇和島に、彦根藩士であった田中文二の次男として生まれる。父は井伊家のお抱え絵師だったとされるがはっきりしない。一家は明治維新後郵便局を営んでいたが、1985年に大阪に転居し、書店を開業している（現・合資会社田中青柳堂書店）。
絵画を寅三はまず1894年大阪で山内愚僊に学ぶ。当時の山内門下には山本森之助、赤松麟作らがいた。その後山本とともに上京して明治美術学校絵画科普通科に通い、その一年後に天真道場に学んで、1896年に東京美術学校の西洋画科開設とともに選科へ入学した。その後赤松も同校に編入学し、同期生は他には広瀬勝平、濵中鐵也らで、黒田清輝、久米桂一郎の指導を受ける。1897年の第2回から1900年の第4回まで、白馬会展に出品。以後も同会展に出品するなどの創作活動を展開していた。
1899年美校卒、同校成績品展覧会で二等賞と三等賞となり、研究科に進む。1901年研究科を修了し、1906年まで和歌山県立田辺中学校（現・和歌山県立田辺高等学校）の図画教諭として赴任。1903年の第5回内国勧業博覧会に出品。1905年の第10回と1910年の第13回白馬会展に出品している。
1908年にはふたたび上京し、1914年まで東京帝国大学理学部植物学教室に植物画を担当する雇員として着任。その間の1913年に美校卒業生の原田竹二郎、内野猛、柴崎恒信らと五更会を結成している。
1914年から、千葉高等園芸学校の助教諭/図画教師となり（1917年公立学校職員制制定により、助教授）、松戸市に移住。松戸市に来てからは教員の傍らで地域に根差す絵画活動が目立ち、松戸周辺の風景を画題として多く制作していく。そして画壇とは離れていくが、勤務校の展覧会には毎回出品。1925年から1930年までは、千葉県立松戸高等女学校（現・千葉県立松戸高等学校）に非常勤の図画教師を兼任する。1928年には昭和大礼の記念章受章。1929年に園芸学校を依願退職し、同校の嘱託講師となる。1935年に園芸学校の卒業生を頼り台湾に海外旅行をしている。
1936年に銀座・青樹社で「船の油絵」展を開催し、1938年には日動画廊で「海と船」展を開催した。磯谷額縁店主長尾建吉の追悼記念会合に出席している。1939年から海洋美術展覧会に出品しはじめ、1940年の第4回海洋美術展で作品が海軍省買上げとなる。1942年まで、海と船をテーマにした油絵を描き、個展、海洋美術展などで発表していった。
1942年に園芸学校の嘱託も辞している。園芸高等学校赴任後から学校の絵画展覧会と海洋美術展への出品および個展開催などを続けていくうち、次第に中央画壇との交流が途絶えていく。
1945年に日動画廊社長長谷川仁の組織した70歳以上の集まり、明治会の会員となっている。戦後はおもに中央公論社画廊などで個展。
没後、遺族から松戸市へ465点の作品が寄贈されている。1995年松戸市立博物館にて遺作展が開催された。